# ウィリス・ラム
ウィリス・ユージーン・ラム（Willis Eugene Lamb Jr., 1913年7月12日 – 2008年5月15日）は、アメリカ合衆国の物理学者。アリゾナ大学教授。
水素スペクトルの微細構造に関する研究により1955年にノーベル物理学賞を受賞した。ラムとポリカプ・クッシュは、ラムシフトと呼ばれる、特定の電子の電磁気的性質を正確に定義することに成功した。

## 経歴
カリフォルニア州ロサンゼルスで生まれた。1934年にカリフォルニア大学バークレー校で化学の学士号を取得し、ロバート・オッペンハイマーの下で1938年に物理学の博士号を取得した。
1948年にコロンビア大学教授就任、1951年にスタンフォード大学に移籍、1956年から1962年にかけてはオックスフォード大学で教授を務め、イェール大学に移籍後、1974年から2002年までアリゾナ大学の教授を務めた。
1992年レーザー科学アインシュタイン賞、2000年アメリカ国家科学賞受賞。1998年にはレーザー科学と量子光学への貢献を顕彰するウィリス・ラム賞が創設された。